# Maria Asanina Comnena
Maria Asanina Comnena (in bulgaro Мария Асенина Комнина?; fl. XIII secolo) era una principessa bulgara, consorte del sovrano di Tessalonica, Manuele Comneno Ducas.

## Biografia
Maria era figlia dell'imperatore bulgaro Ivan Asen II con la sua prima moglie Anna e con la quale Ivan Asen II aveva avuto un'altra figlia, Beloslava. Poiché Anna non fu mai riconosciuta come moglie legittima dell'imperatore, Maria e sua sorella furono considerate figlie illegittime di Ivan Asen. Il lignaggio reale di Maria e Beloslava non era stato messo in discussione e le due principesse erano state nominate mogli di persone di alto rango aristocratico nei Paesi vicini alla Bulgaria, con le quali Ivan Asen sperava di stabilire relazioni.
Intorno al 1225-1227 Maria sposò Manuele Comneno Ducas, fratello di Teodoro Comneno Ducas d'Epiro. Questo matrimonio dinastico era stato concepito per garantire le buone relazioni tra la Bulgaria e il despota dell'Epiro, sostenute da un trattato di pace nel 1224.
Maria e Manuele ebbero almeno una figlia:
- Elena Comneno Ducas, che sposò Guglielmo I da Verona, Terziere di Negroponte.